# Paratopula sumatrensis
Paratopula sumatrensis är en myrart som först beskrevs av Auguste-Henri Forel 1913.  Paratopula sumatrensis ingår i släktet Paratopula och familjen myror. Inga underarter finns listade i Catalogue of Life.